# 知新楼

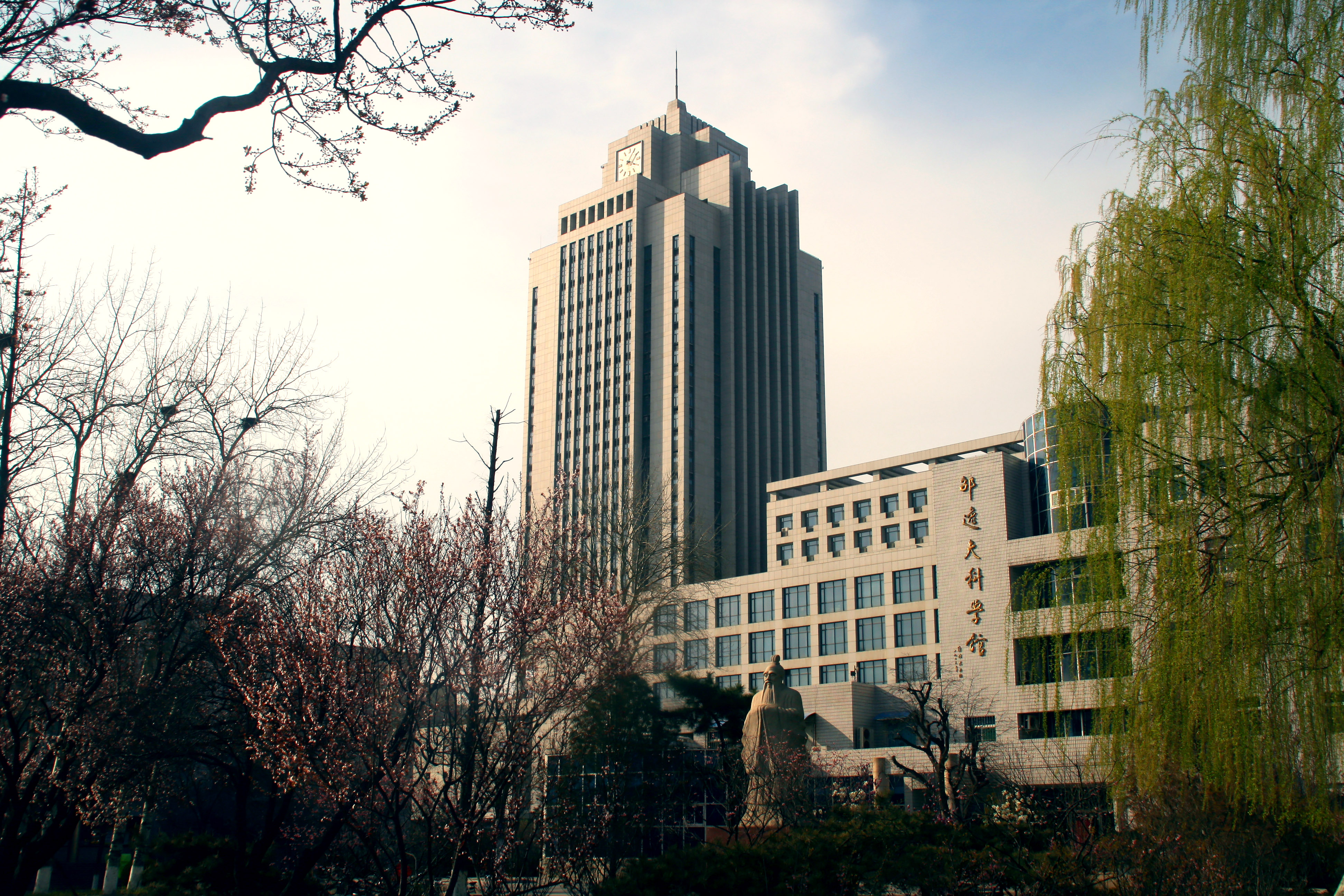
知新楼A座，其上设高30米的钟塔（摄于2013年3月）

山东大学综合科研楼又名知新楼，位于中国山东省济南市历城区山大南路27号山东大学中心校区内，南邻化学二楼及邵逸夫科学馆，北临学生运动场及综合体育馆，其名称取自《论语》中的“温故而知新”，同时寓意“苟日新，日日新，又日新”，2009年12月开始陆续投入使用。建筑由高民权设计，分A座、B座、C座、D座4个功能区，总建筑面积126922平方米，高139.1米，为山东大学建校史上体量最大、高度最高的标志性建筑
，2010年12月被评选为十大“齐鲁文化新地标”之一。现主要入住单位有哲学与社会发展学院、经济学院、文学与新闻传播学院、历史文化学院、数学学院、物理学院和管理学院等。